# Locoismo
Il locoismo è una forma di tossicodipendenza animale nei confronti di alcune specie di piante leguminose selvatiche, chiamate locoweed ("erbe che provocano la pazzia"), appartenenti per lo più al genere delle Fabaceae.
Le specie animali colpite sono bovini, equini, ovini e suini. Gli animali affetti da locoismo spesso muoiono, non per la tossicità delle piante, ma a causa del digiuno causato dalla ricerca spasmodica delle locoweed, che sono psicoattive per gli animali; questi infatti, dopo aver acquisito la capacità di distinguere le locoweed, diventa un ricercatore abituale, evitando il resto dei nutrimenti.
Tra le erbe considerate locoweed, tutte appartenenti al genere Astragalus, sono state descritte l'Astragalus lambertii, l'Astragalus amphyoxis, l'Astragalus molissimus, il Cystium diphysum. Una pianta responsabile di locoismo non appartenente alla famiglia delle Leguminosae è stata identificata con il Dioon edule., della famiglia delle Zamiaceae.